# نادي أخمات للقتال
نادي أخمات للقتال (بالروسية: Бойцовский клуб Ахмат) هو نادي رياضي محترف من جمهورية الشيشان وله قواعد تدريب في مناطق روسيا. تأسست في عام 2014 وسميت على اسم أول رئيس لجمهورية الشيشان في روسيا – أحمد قديروف.